# Tune-Yards
Tune-Yards (gestileerd als tUnE-yArDs) is een Amerikaans muziekproject van Merrill Garbus. Bij live optredens creëert Garbus ter plekke drumloops en voorziet die van een begeleiding van ukelele en zang, terwijl Nate Brenner elektrische basgitaar speelt.

## Geschiedenis
Garbus werd in 1979 geboren en groeide op in New York en New Canaan (Connecticut). Haar muzikale loopbaan begon in het Canadese Montreal, waar ze ukulele speelde in de band "Sister Suvi". Nadat ze in 2009 haar eerste Tune-Yards-album had uitgebracht, verhuisde ze naar Oakland (Californië), waar ook haar partner in Tune-Yards, Nate Brenner, woont.
In 2009 werd het eerste album, Bird-Brains (gestileerd als BiRd-BrAiNs) uitgebracht, oorspronkelijk door Garbus zelf op cassette en later dat jaar door Marriage Records en 4AD op vinyl.
Voor het tweede album, Whokill (gestileerd als W H O K I L L) uit 2011, werd Nate Brenner aangetrokken als basgitarist; hij zou ook meeschrijven aan een aantal songs. Deze plaat kreeg gunstige kritieken in onder meer Time Magazine, Rolling Stone, Spin Magazine en New York Times. De recensenten van Village Voice kozen Whokill tot beste album van 2011.

## Discografie

### Albums
- 2009 - BiRd-BrAiNs
- 2011 - WHOKILL
- 2014 - Nicky Nack
- 2018 - I Can Feel You Creep Into My Private Life

### Ep's
- 2009 - Hatari
- 2009 - Bird-Droppings
- 2010 - Real Live Flesh

### Singles
- 2009 - "Sunlight"
- 2011 - "Bizness"
- 2014 - "Water Fountain"
- 2014 - "Hey Life"
- 2014 - "Wait for a Minute"
- 2017 - "Look at Your Hands"
- 2017 - "ABC 123"
- 2018 - "Heart Attack"

- Gemeinsame Normdatei: 103410991X
- MusicBrainz: fac3ff34-6ba4-425a-8f01-b181ef4a908a
- Virtual International Authority File: 266886872